# Niklas Öhlén
Niklas Jan-Olov Pontus Öhlén (ur. 21 stycznia 2001) – szwedzki zapaśnik walczący w stylu klasycznym. Zajął 21. miejsce na mistrzostwach świata w 2023. 
Ósmy na mistrzostwach Europy w 2023. Drugi na ME U-23 w 2021 i trzeci w 2022. Trzeci na ME i MŚ juniorów w 2021. Drugi na ME kadetów 2017 i trzeci w 2018 roku.